# أبو الوليد بن صاعد
أحمد بن عبد الرحمن بن محمد بن صاعد بن وثيق بن عثمان التغلبي، يكنى أبا الوليد، ويعرف بـأبي الوليد بن صاعد، كان قاضي طليطلة، ولد بقرطبة عام 385  هـ، وتوفي قاضيًا بطليطلة في 25 رمضان 449  هـ الموافق لـ 25 نوفمبر 1057 م.

## تعلمه
روى بقرطبة عن أبي المطرف بن فطيس وأبي المطرف القنازعي وغيرهما.

## قضاؤه
استقضاه المأمون يحيى بن ذي النون بطليطلة بعد أبي عمر بن الحذاء وكان مجتهدًا في قضائه متحرّيًا صليبًا في الحق صارمًا في أموره كلها متبركًا بالصالحين راغبًا في لقائهم.